# 아기 인형
아기 인형(Baby Doll)은 미국에서 제작된 엘리아 카잔 감독의 1956년 영화이다. 칼 말든 등이 주연으로 출연하였고 엘리아 카잔 등이 제작에 참여하였다.

## 줄거리
미국 미시시피 델타 지역을 배경으로, 노쇠한 목화 공장 주인 아치 리와 그의 젊은 아내 '베이비 돌' 사이의 불안정하고 기이한 결혼 생활을 중심으로 펼쳐집니다. 아치는 병상에 있던 장인의 유언에 따라, 베이비 돌을 부양하고 그녀와 결혼하여 낡은 대저택 '타이거 테일'을 복원하겠다고 약속합니다. 이들의 결혼은 그녀가 스무 살이 되는 날 공식적으로 완성될 예정이며, 그 전까지 베이비 돌은 유아용 침대에서 잠을 자고 있습니다. 집 안에는 아치가 사용하는 침대 하나만이 남아 있는 상태입니다.
알코올 의존이 심한 아치는 벽에 난 구멍을 통해 아내를 엿보며 감시하고 있고, 치매에 걸린 베이비 돌의 이모 로즈가 집안일을 도맡아 하는 것도 못마땅해합니다. 한편 아치의 공장은 경영난에 시달리며, 가구 대금도 연체되어 집안의 대부분 물품이 압류되고 맙니다. 이에 베이비 돌은 결혼 계약이 파기되었다며 집을 떠나겠다고 아치를 위협합니다.
아치의 사업 경쟁자인 실바 바카로는 시칠리아계 이민 2세로, 지역에서 성공적인 목화 공장을 운영 중입니다. 아치는 바카로의 공장을 방화한 뒤, 아무 일 없다는 듯 그를 자신의 공장으로 초대합니다. 바카로는 진의를 떠보려는 듯 협업을 제안하고, 공장의 상태를 살펴본 뒤 부품을 구해 오라는 요청을 남기고 떠나려 합니다. 이에 아치는 베이비 돌에게 그를 접대하라고 지시합니다.
바카로는 베이비 돌과 장난 섞인 대화를 나누며 그녀의 감정과 결혼 생활을 탐색하고, 그녀를 통해 아치의 부재 시간대를 파악합니다. 베이비 돌이 아치가 방화범임을 암시하자, 바카로는 이를 확신하게 됩니다. 그는 진술서를 받아내기 위해 베이비 돌에게 압박을 가하며, 다락방에서의 위협적인 대치 끝에 그녀에게 서명을 요구합니다. 그녀는 진술서에 서명하고, 바카로는 피곤함을 핑계로 유아용 침대에서 잠시 쉬기로 합니다.
그 시각, 술에 취해 돌아온 아치는 베이비 돌과 바카로가 함께 있는 모습을 보고 분노하지만, 직접적으로 공격하지 못한 채 이모 로즈에게 화풀이를 합니다. 이에 바카로는 그녀를 자신의 집으로 데려가겠다고 제안하고, 베이비 돌은 이모가 이를 받아들이도록 설득하며 자신도 따라갈 수 있음을 내비칩니다.
아치는 격분하지만 상황을 통제하지 못하고, 바카로는 진술서를 꺼내며 그를 경찰에 넘깁니다. 결국 아치는 체포되며, 자정이 지나 베이비 돌의 스무 번째 생일이 되었음을 되뇌입니다. 남겨진 베이비 돌과 이모 로즈는 바카로가 다시 찾아오기를 기대하며 집 안으로 들어갑니다.

## 출연

### 주연
- 칼 말든
- 캐롤 베이커

### 조연
- 엘리 웰라치
- 밀드레드 던녹
- 로니 챔프먼
- Noah Williamson

## 제작진
- 미술: 리처드 실버트
- 의상: 안나 힐 존스톤
- 의상: 보리스 카프만